# Філлах (хокейний клуб)
«Філлах» (нім. Eishockey-Club GRAND Immo Villacher Sportverein) — хокейний клуб із Філлах, Австрія. Заснований у 1923 році. Виступає в Австрійській хокейній лізі. Домашні матчі приймає на «Штадгалле Філлах», місткістю 4 500 глядачів.

## Назви клубу
- 1923[1] – ХК Філлахер СВ
- 1992 – ХК БІК ФСВ
- 1993 – ХК Філлас ФСВ
- 1999 – ХК Геракліт ФСВ
- 2005 – ХК Пасут ФСВ
- 2007 – ХК ФСВ
- 2010 – ХК РЕКОРД-Фенстер ФСВ
- 2012 – ХК ФСВ
- 2018 – ХК Панацео ФСВ

## Історія
Заснований у 1923 році. З сезону 1976-77 клуб є постійним учасником першого дивізіону австрійського чемпіонату з хокею. Разом з «Клагенфуртом» є найстарішими хокейними командами Австрії. 
Пропустивши плей-оф тричі поспіль, у сезоні 1980–81 «Філлахер» вперше виграв золоті нагороди чемпіонату. Основу клубу склали молоді гравці, наступного року команда фінішувала п'ятою та вилетіла в чвертьфіналі плей-оф. На початку 90-х клуб двічі здобув золоті медалі, хоча на той момент в австрійської хокеї домінував «Фельдкірх». Лише в сезоні 1998–99 «Філлах» перервав серію перемог «Фельдкірх» та вчетверте виграв чемпіонат Австрії.
Останній чемпіонський титул клуб виграв у сезоні 2005–06.

## Досягнення
Австрійська хокейна ліга
- (6): 1981, 1992, 1993, 1999, 2002, 2006